# 4359 Berlage
4359 Berlage este un asteroid din centura principală, descoperit pe 28 septembrie 1935 de Hendrik van Gent.